# Amyrea
Amyrea, biljni rod iz porodice mlječikovki kojemu pripada 11 endemskih vrsta s otoka Madagaskara i Komora.
Po životnom obliku su nanofanerofiti ili fanerofiti.

## Vrste
1. Amyrea celastroides Radcl.-Sm.
2. Amyrea eucleoides Radcl.-Sm.
3. Amyrea gracillima Radcl.-Sm.
4. Amyrea grandifolia Radcl.-Sm.
5. Amyrea humbertii Leandri
6. Amyrea lancifolia Radcl.-Sm.
7. Amyrea maprouneifolia Radcl.-Sm.
8. Amyrea myrtifolia Radcl.-Sm.
9. Amyrea remotiflora Radcl.-Sm.
10. Amyrea sambiranensis Leandri
11. Amyrea stenocarpa Radcl.-Sm.